# (466318) 2013 QT70
(466318) 2013 QT70 es un asteroide perteneciente al cinturón de asteroides, descubierto el 18 de agosto de 2006 por el equipo Spacewatch desde el Observatorio Nacional de Kitt Peak (Arizona, Estados Unidos).